# Podalonia atrocyanea
Podalonia atrocyanea är en biart som först beskrevs av Eduard Friedrich Eversmann 1849.  Podalonia atrocyanea ingår i släktet Podalonia och familjen grävsteklar.

## Underarter
Arten delas in i följande underarter:
- P. a. atrocyanea
- P. a. masinissa